# Franz Berghammer
Franz Berghammer, avstrijski rokometaš, * 20. november 1913, † 7. julij 1944.
Leta 1936 je na poletnih olimpijskih igrah v Berlinu v sestavi avstrijske rokometne reprezentance osvojil srebrno olimpijsko medaljo.